# نور الدين صمود
نور الدين صمود (1932 - 11 يناير 2022)، هو شاعر وأستاذ جامعي تونسي.

## تكوينه
ولد عام 1932 في قليبية، درس بجامع الزيتونة حتى أحرز على شهادة التحصيل، ثم التحق بمصر حيث واصل دراسته العليا بجامعة القاهرة وحصل على الإجازة في الآداب من الجامعة اللبنانية 1959، وعلى دكتوراه الدولة 1991. أما أطرحته لدكتوراه الدولة فقد ناقشها عام 1991.

## الحياة المهنية
عمل بالمعاهد الثانوية، ثم التحق بالكلية الزيتونية للشريعة وأصول الدين، كما درّس بالمعهد العالي للموسيقى بتونس. شارك في عدة مؤتمرات ومهرجانات أدبية وشعرية في العديد من البلدان العربية والبلدان الأجنبية منذ 1965.

## وفاته
توفي يوم الثلاثاء 11 يناير 2022 عن عمر ناهز 90 عاما.

## مؤلفاته
لنور الدين صمود المجموعات الشعرية التالية بعضها ترجم إلى لغات أخرى:
- رحلة في العبير، 1969
- أغنيات عربية، 1980
- نور على نور 1986

ومن أشعاره للأطفال: طيور وزهور 1979 - حديقة الحيوان 1991.
كما أن له مؤفات أخرى:
- حديقة الحيوان 1991
- العروض المختصر، الشركة التونسية للتوزيع، تونس، 1972
- تبسيط العروض
- زخارف عربية
- دراسات في نقد الشعر
- الطبري ومباحثه اللغوية
- هزل وجد
- تأثير القرآن في شعر المخضرمين

## جوائز
- جائزة الجامعة اللبنانية، 1959
- جائزة لجنة التنسيق بالقيروان، 1967
- جائزة الدولة التقديرية، 1970
- جائزة أحسن نشيد وطني تلفزيوني، 1976
- جائزة بلدية تونس، 1977
- جائزة وزارة الشؤون الثقافية، 1982
- جائزة أحسن نشيد لعيد الشباب، 1990

## كُتب عنه
ممن كتبوا عنه: محمد الصالح الجابري، وأبو زيان السعدي، وعبد الوهاب الدخلي، وإبراهيم بن مراد.